# Il tabarro
Il tabarro (O tabardo) é uma ópera em um ato de Giacomo Puccini com libreto italiano de Giuseppe Adami, baseado em  La Houppelande, de Didier Gold. É a  primeira parte do trio de óperas conhecido como Il trittico, do qual. A estreia foi dada em 14 de dezembro de 1918 no Metropolitan Opera, em Nova York.
| Papel                                                        | Voz           | Estreia, 14 de dezembro 1918 (Maestro: Roberto Moranzoni) |
| ------------------------------------------------------------ | ------------- | --------------------------------------------------------- |
| Michele                                                      | barítono      | Luigi Montesanto                                          |
| Giorgetta                                                    | soprano       | Claudia Muzio                                             |
| Luigi                                                        | tenor         | Giulio Crimi                                              |
| 'Tinca                                                       | tenor         | Angelo Bada                                               |
| 'Talpa' ('mole')                                             | baixo         | Adamo Didur                                               |
| La Frugola ('the rummager')                                  | mezzo-soprano | Alice Gentle                                              |
| Estivadores, midinettes, um tocador de realejo, dois amantes |               |                                                           |

## Gravações Selecionadas

Figurino original do personagem Michele (1918)

| Ano  | Cast (Michele, Giorgetta, Luigi)                  | Maestro, Sala de Ópera, e Orquestra                                | Label                                        |
| ---- | ------------------------------------------------- | ------------------------------------------------------------------ | -------------------------------------------- |
| 1994 | Juan Pons, Teresa Stratas, Plácido Domingo,       | James Levine, Metropolitan Opera orchestra and chorus              | DVD: Deutsche Grammophon Cat: 00440 073 4024 |
| 1994 | Juan Pons, Mirella Freni, Giuseppe Giacomini,     | Bruno Bartoletti, Orchestra e coro del Maggio Musicale Fiorentino  | CD: Decca Cat: 426 261-2                     |
| 1962 | Robert Merrill, Renata Tebaldi, Mario del Monaco, | Lamberto Gardelli, Orchestra e coro del Maggio Musicale Fiorentino | CD: Decca Cat: 411 665-2                     |